# King Abdullah Sport Citystadion
Het King Abdullah Sport Citystadion is een multifunctioneel stadion in Buraidah, een stad in Saoedi-Arabië. 
Het stadion wordt vooral gebruikt voor voetbalwedstrijden, de voetbalclubs Al-Raed en Al-Taawoun maken gebruik van dit stadion. Ook ligt er een atletiekbaan om het veld heen. In het stadion is plaats voor 29.850 toeschouwers. Het stadion werd geopend in 1983.